# Craspedosis cyanophanes
Craspedosis cyanophanes là một loài bướm đêm trong họ Geometridae.